# Boulevard Trudaine
Le boulevard Trudaine est une voie du centre de Clermont-Ferrand.

## Situation et accès
Le boulevard Trudaine est orienté du nord au sud. Au nord, il part du coin sud-ouest de la place Delille ; au sud, il aboutit au carrefour qu'il forme avec son prolongement, le cours Sablon, l'extrémité de la place Michel-de-L'Hospital à l'ouest et la petite rue Delarbre à l'est. C'est un axe de circulation important entre le sud de la ville (par le cours Sablon) ou le centre (par la place Michel-de-L'Hospital) et les quartiers nord et est (par la place Delille).
Le boulevard est bordé d'arbres des deux côtés. Il comporte deux voies de circulation dans chaque sens, avec une séparation centrale sur la plus grande partie de sa longueur. Sur la partie du boulevard qui va de la rue des Archers au cours Sablon, il existe une contre-allée du côté ouest. Au débouché de la rue des Archers, une petite place triangulaire est ornée de la fontaine de la Flèche.
Le boulevard Trudaine, plus large dans sa partie sud, n'est pas rectiligne : au niveau de la fontaine de la Flèche, il oblique légèrement vers l'est en direction de la place Delille.
Les deux côtés du boulevard contrastent fortement : du côté ouest (vers le centre-ville), les commerces – principalement des bars, restaurants et kebabs – se succèdent de manière ininterrompue tandis que du côté est il n'y en a aucun. Aucune voie ne débouche sur le boulevard du côté est, tandis qu'à l'ouest la rue de l'Oratoire permet d'accéder au quartier de la cathédrale et la rue des Archers au quartier du Port et à la basilique Notre-Dame-du-Port.

## Origine du nom
Il doit son nom à l'administrateur savant clermontois Philibert Trudaine de Montigny (1733-1777).

## Historique
Le boulevard a été créé à l'emplacement des fossés de la ville par Ballainvilliers, intendant d'Auvergne de 1758 à 1767. C'est en 1880 que cette voie, qui s'appelait boulevard du Grand-Séminaire, prit son nom actuel.

## Bâtiments remarquables et lieux de mémoire
Côté pair (est)

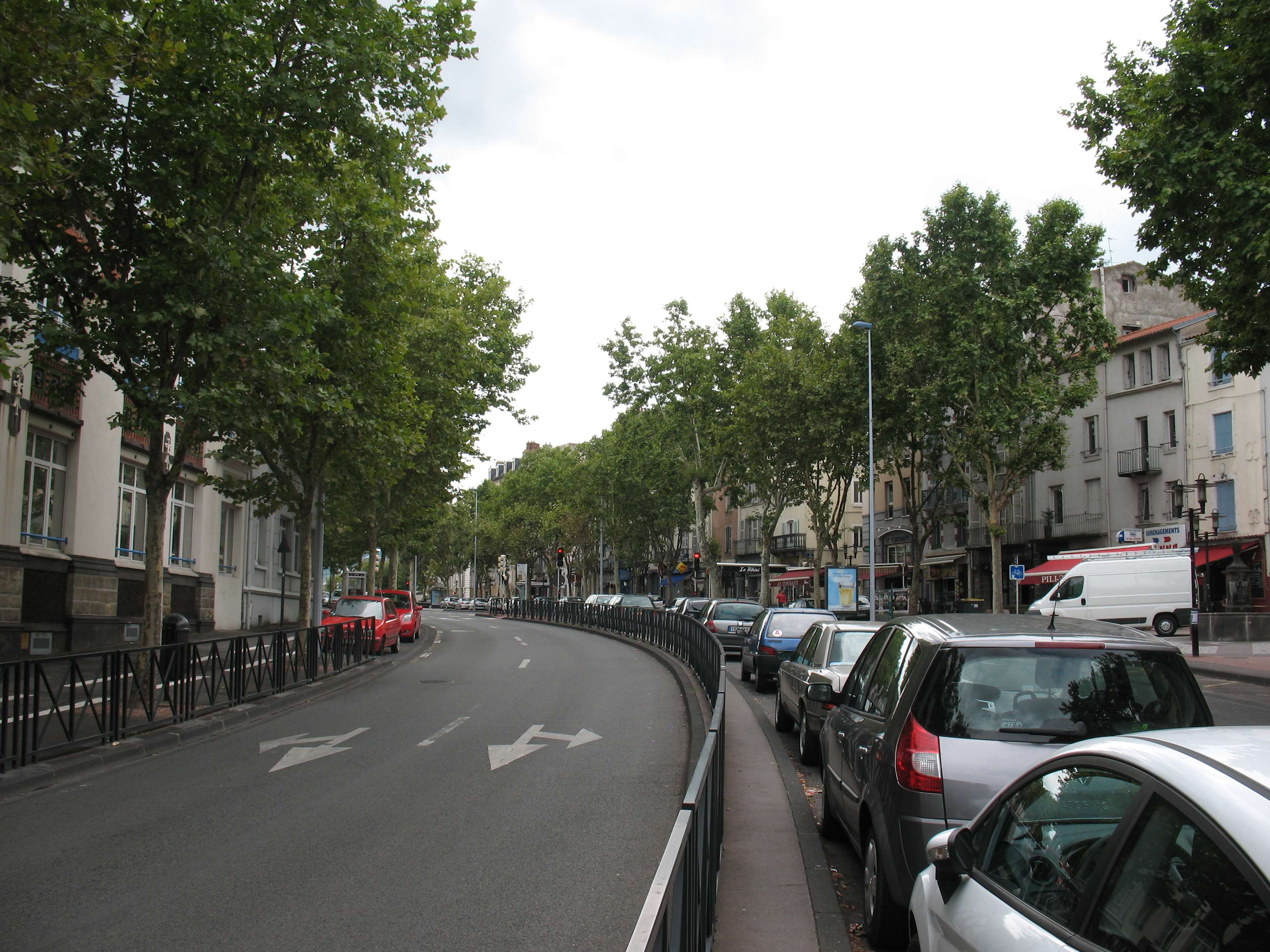
Vue du boulevard Trudaine vers le sud. À gauche, l'école Jules-Ferry ; à droite, la fontaine de la Flèche.

- no 2 Maison des associations. Dans cet ancien immeuble de l'intendance militaire, la ville met des locaux à la disposition de nombreuses associations.
- no 4 École supérieure de commerce de Clermont. Le groupe ESC occupe les bâtiments anciens du Grand Séminaire ainsi que des bâtiments modernes.
- no 6 et 8 École maternelle et élémentaire Jules-Ferry[2].

Côté impair (ouest)
Le boulevard, proche de plusieurs établissements d'enseignement supérieur et lycées, connaît une grande animation en soirée, surtout en période scolaire et universitaire. L'affluence se concentre du côté ouest autour des bars et restaurants.